# Trigona silvestriana
Trigona silvestriana är en biart som beskrevs av Joseph Vachal 1908. Trigona silvestriana ingår i släktet Trigona och familjen långtungebin. Artens utbredningsområde är Mellanamerika och Sydamerika. Inga underarter finns listade i Catalogue of Life.